# Adelheid Steinmann
Adelheid Steinmann, z domu Holtzmann (ur. 26 kwietnia 1866 w Heidelbergu, zm. 20 stycznia 1925 w Bonn) – niemiecka kobieta polityk, działaczka na rzecz praw kobiet, żona Gustava Steinmanna.
Działała na rzecz praw kobiet. Steinmann z powodzeniem walczyła o edukację kobiet na niemieckich uniwersytetach. Badenia stała się pierwszym krajem w Rzeszy Niemieckiej, w którym kobiety za specjalnych pozwoleniem przyjęto na studia w semestrze zimowym 1899/1900 na uniwersytecie we Fryburgu. Kiedy Prusy zezwoliły na studia dla kobiet w 1908 r., we Fryburgu studiowało już 58 studentek, a włącznie z wolnymi słuchaczkami – 132. Steinmann została przewodniczącą Federacji Niemieckich Organizacji Kobiecych (Verein Frauenbildung-Frauenstudium ) od 1900 do 1914 roku.
Po 1908 roku jej praca coraz bardziej przenosiła się w sferę polityczną, której celem było uzyskanie praw wyborczych dla kobiet. Angażowała się politycznie. Od 1912 r. działała w komisji kobiet (Reichsfrauenausschuss) Narodowej Partii Liberalnej (NLP – „Nationalliberale Partei”). Światopoglądowo była bliska liberalizmowi. W 1918 zakładała wraz z Friedrichem Naumannem i Theodorem Heussem Niemiecką Partię Demokratyczną (DDP – „Deutsche Demokratische Partei”) i została jej wiceprezydentem. Pierwsza prezydentura była zarezerwowana dla mężczyzny, Friedricha Naumanna.
W 1919 roku Adelheid Steinmann kandydowała do Reichstagu, ale swoje pewne miejsce na liście przekazała młodszej Marie Elisabeth Lüders (1878–1966). W Bonn Steinmann była jedną z pierwszych kobiet w radzie miasta.

## Publikacje

### Publikacje niemieckojęzyczne
- Die höhere Mädchenbildung, Vorträge gehalten auf dem Kongreß zu Kassel. Leipzig/Berlin 1908.
- Die Forderung politischer Neutralität im Frauenstimmrecht. In: Die Frau, Bd. 17 (1909/1910), S. 641–648.
- Frauenbewegung und Parteipolitik. In: Die Frau, Bd. 19 (1911/12), S. 481–486.
- Zwei Frauenurteile über Mann, Frau und Familie. In: Die Frau, Bd. 20 (1912/1913), S. 153–159.
- Wieder einmal das Oberlyceum und seine Freunde. In: Die Frau, Bd. 21 (1913/1914), S. 370–374.
- Die Frau in der Familie. In: Jahrbuch des Bundes Deutscher Frauenvereine. 1918, S. 31–49.